# Zachyłek Morisona

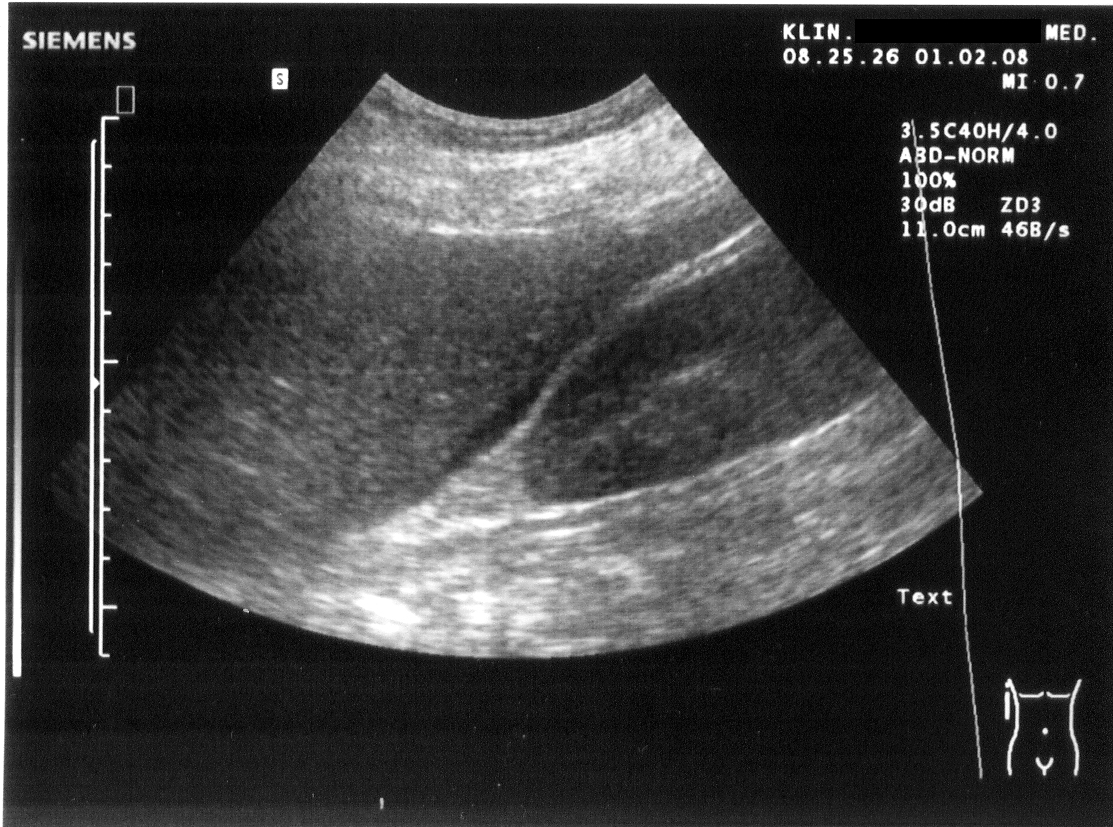
Zachyłek Morisona widziany w badaniu ultrasonograficznym.

Zachyłek Morisona, zachyłek wątrobowo-nerkowy – część jamy otrzewnej, przestrzeń oddzielająca wątrobę i prawą nerkę. W warunkach normy jest przestrzenią potencjalną, w której nie ma płynu; w razie krwotoku do jamy otrzewnej lub wodobrzusza gromadzi się w nim krew lub płyn przesiękowy, co można uwidocznić w badaniach obrazowych. 
Nazwa pochodzi od chirurga Jamesa Rutherforda Morisona (1853–1939).